# Pascal Colombani
Pour les articles homonymes, voir Colombani.
 (décembre 2023).
Pascal Colombani, né le 14 octobre 1945 à Neuilly-sur-Seine (Hauts-de-Seine), président d’honneur de Valeo, ancien administrateur général du Commissariat à l'Energie Atomique, président fondateur du conseil d’administration d’Areva, est président de TII Stratégies, société de conseil et d'investissement, et administrateur de sociétés.
Fils d'Antoine Colombani (1980-1992), professeur d'université, et Lucette Colombani Nérinck (1920-2012), il est marié depuis 1972 à Catherine Demiaux (trois enfants, Marion, Alexandre, François)

## Carrière
Ancien élève de l’École normale supérieure de Lyon (à l'époque ENS Saint-Cloud), Pascal Colombani est titulaire de l'agrégation de sciences physiques (1969) et d'un doctorat ès sciences (université Paris-Sud, 1974, spécialité physique nucléaire).[réf. souhaitée]
Il commence sa carrière au CNRS où il se spécialise en physique des ions lourds et en spectroscopie nucléaire à l'Institut de physique nucléaire d'Orsay, et effectue son stage post-doctoral au Lawrence Berkeley National Laboratory (Université de Californie à Berkeley).[réf. souhaitée]
En 1978 il rejoint le groupe Schlumberger où il exerce jusqu'à fin 1997 des fonctions de responsabilité et de direction tant dans le secteur pétrolier que dans le secteur industriel. Il a été affecté successivement comme ingénieur puis chef de département au centre d'ingénierie de Clamart; à Denver (Colorado) en tant que Directeur du marketing pour l'ouest des États-Unis (du Mississipi à la côte ouest et l'Alaska); au centre de recherches pétrolières de Ridgefield (Connecticut) puis au centre de recherches industrielles de Montrouge (France) en tant que Directeur de recherche; à Paris et Bruxelles à Schlumberger Limited  en tant que Directeur des coopérations techniques européennes, et  conseiller du comité exécutif; et enfin à Tokyo en tant que Président-directeur général de la filiale japonaise du groupe (Schlumberger KK), - supervisant en outre la création d'un centre d'ingénierie logicielle à Pékin, avant de revenir en France fin 1997 à l'invitation du gouvernement français.
Approché par Claude Allègre, alors ministre de l’Education nationale, de la Recherche et de la Technologie, il accepte de revenir en France pour contribuer à l'effort de développement technomogique du pays. Il est nommé  en décembre 1997 à la nouvellement créée Direction de la Technologie. Pascal Colombani lui donne une forte lisibilité. Des projets importants sont alors mis en œuvre : loi sur l'innovation, concours de création d'entreprises de technologies innovantes, réorientation de la politique spatiale (aboutissant en 2008 à la loi relative aux opérations spatiales), stratégie de mise en place des premiers réseaux de recherche technologique et pôles de compétitivité, en particulier dans le domaine des technologies de l'information et de la communication, développement de ces dernières dans le domaine éducatif. Il met aussi en œuvre de nombreuses initiatives financières (fonds d’amorçage, fonds de capital-risque), visant à soutenir la création d’entreprise et le financement de l’innovation.[réf. souhaitée]
Il est nommé fin 1999 administrateur général du Commissariat à l'énergie atomique (CEA), fonction qu’il occupe jusqu’en décembre 2002, et période durant laquelle, dans le cadre d'une profonde réorganisation de l'organisme, sont lancés de nombreux projets tant dans le domaine nucléaire (Gen IV, ITER) que dans les domaines de la microélectronique, des technologies de l’information, et des sciences de la vie, élargissant ainsi les missions de l’organisme à de nouveaux domaines technologiques. Dans le domaine des armes nucléaires, le programme simulation arrive à maturité avec la construction du Laser Mégajoule et l'accès à des moyens de calculs importants.[réf. souhaitée]
Il est aussi à l’origine de la restructuration des participations industrielles du CEA et de la création d’Areva, ainsi que de la création du fonds de démantèlement des installations obsolètes du CEA. Il préside le conseil de surveillance d’Areva de 2001 à 2003.[réf. souhaitée]